# John S. Spence
John Selby Spence, född 29 februari 1788 nära Snow Hill, Maryland, död 24 oktober 1840 nära Berlin, Maryland, var en amerikansk politiker. Han representerade delstaten Maryland i båda kamrarna av USA:s kongress, först i representanthuset 1823-1825 samt 1831-1833 och sedan i senaten från 1836 fram till sin död.
Spence efterträdde 1823 Thomas Bayly som kongressledamot. Han efterträddes 1825 av Robert N. Martin. Han tillträdde 1831 på nytt som kongressledamot. Han efterträddes 1833 av John Truman Stoddert. Spence var motståndare till Andrew Jackson och han gick med i Whigpartiet. Senator Robert Henry Goldsborough avled 1836 i ämbetet och efterträddes av Spence.
Senator Spence avled i sin tur 1840 i ämbetet och gravsattes på Saint Pauls Cemetery i Berlin, Maryland.